# Melam
Melam (N2-(4,6-diamino-1,3,5-triazin-2-yl)-1,3,5-triazine-2,4,6-triamine) là một sản phẩm ngưng tụ của melamine.

## Tổng hợp
Melam được Liebig phát hiện vào năm 1834 là phần còn lại sau khi đun nóng ammoni thiocyanat.

## Đặc tính hóa học
Với sự có mặt của 30% ammoni, melam trải qua quá trình thủy phân tạo thành ammelin và melamin.  Nó cũng phản ứng với axit nitric đặc để tạo thành axit cyanuric.
Khi đun quá nhiệt, đầu tiên melam mất ammoni tạo thành melem, và sau đó melon.